# Maciej Podemski
Maciej Antoni Podemski (ur. 18 czerwca 1939 w  Margoninie) – polski geolog, doktor nauk przyrodniczych w zakresie geologii. Specjalista geologii złóż surowców mineralnych, geologii gospodarczej oraz zarządzania dużymi zespołami i projektami badawczymi i wdrożeniowymi.

## Młodość
Urodzony w rodzinie nauczycielskiej. We wrześniu 1939 ojciec Antoni Podemski, zmobilizowany do Armii Poznań w stopniu podporucznika – zaginął na wojnie. Po odejściu ojca na front, matka Irena Podemska przeniosła się z synem do Mogilna, wówczas w województwie poznańskim, do swojej matki, Agnieszki Szczepanowskiej.
Do szkoły podstawowej chodził w latach 1945-1952 w Mogilnie, do szkoły średniej – w latach 1952-1956 w Trzemesznie, pow. mogileński.
Studia geologiczne odbył w latach 1956-1962 na Wydziale Geologii Uniwersytetu Warszawskiego, na kierunku stratygraficzno-poszukiwawczym. Podczas studiów był członkiem Zarządu Koła Młodych Geologów, reaktywowanego w 1958 na Wydziale Geologii UW. W ramach działalności w KMG wziął udział w geologicznych wyprawach studenckich do Jugosławii (1959), Szwecji (1960) i Francji (1961). Stopień magistra geologii uzyskał w 1962 na podstawie pracy Utwory cechsztynu w rejonie Lubin Legnicki-Sieroszowice.

## W Państwowym Instytucie Geologicznym 1961-1974
Pracę zawodową rozpoczął po uzyskaniu absolutorium w listopadzie 1961, w Państwowym Instytucie Geologicznym (wówczas: Instytut Geologiczny Centralnego Urzędu Geologii), w Zakładzie Ropy, Gazu, Soli i Surowców Chemicznych. W latach 1961–1974 uczestniczył w pracach poszukiwawczych i dokumentacyjnych złóż soli kamiennych i potasowo-magnezowych. W 1962 prowadził otwór Złoczew IG-1, który zlokalizowany na ujemnej anomalii grawimetrycznej, charakterystycznej dla wysadów solnych, odkrył złoże węgla brunatnego Złoczew i wskazał na przydatność badań grawimetrycznych do poszukiwań również tego typu złóż. Był współdokumentatorem z Józefem Dębskim i Hubertem Szaniawskim złoża soli kamiennej na wysadzie solnym w Rogóźnie w okolicach Zgierza.
Następnie badał występowanie i poszukiwał złoża cechsztyńskich soli potasowo-magnezowych i soli kamiennych na monoklinie przedsudeckiej i w niecce północno-sudeckiej. Podczas tych prac odkrył w cechsztyńskim dolomicie głównym i udokumentował złoże gazu ziemnego (i kondensatu) w Otyniu oraz złoże ropy naftowej w Lelechowie (to ostatnie wraz z hydrogeologiem Leszkiem Bojarskim), obydwa w okolicach Nowej Soli, w woj. zielonogórskim. W oparciu o uzyskane dane zaproponował przyjęcie nowego modelu złóż bituminów, występujących w cechsztyńskim dolomicie głównym. Współpracował w tym czasie także ze Zbigniewem Wernerem, Janem Wyżykowskim, Józefem Poborskim i Stanisławem Depowskim.
W latach 1961–1968 przeszedł w Instytucie stanowiska p.o. asystenta, asystenta, starszego asystenta i adiunkta. W 1968 uzyskał w Instytucie stopień doktora nauk przyrodniczych w zakresie geologii, na podstawie pracy Sedymentacja cechsztyńska w okolicy Nowej Soli; promotor – prof. Józef Poborski z Akademii Górniczo-Hutniczej w Krakowie (recenzenci: prof. Józef Oberc z Uniwersytetu Wrocławskiego i prof. Stanisław Depowski z Państwowego Instytutu Geologicznego).
W 1968 roku Maciej Podemski delegowany został przez Instytut Geologiczny do Biura Programu United Nations Development Programme (UNDP) w Polsce, z siedzibą w Warszawie, jako ekspert krajowy. Do 1970 uczestniczył w pracach Biura związanych z wykorzystaniem badań sejsmicznych do poszukiwań złóż soli potasowo-magnezowych w strefie przedsudeckiej. W 1970 uzyskał półroczne stypendium ONZ-etowskie, które spędził w RFN, Wielkiej Brytanii, Hiszpanii i Austrii, studiując geologię tamtejszych formacji solonośnych i metody ich badań. Opiekunem programu stypendialnego był prof. dr Gerhard von Richter-Bernburg, światowej klasy specjalista w zakresie geologii formacji solnych, a zwłaszcza cechsztynu, w tamtym okresie Prezydent Federalnej Służby Geologicznej Niemiec (Bundesanstalt für Bodenforschung).

## Praca w Zambii 1974-1981
W połowie 1974 skierowany został przez CHZ Polservice na kontrakt do Zambii, do firmy Mkushi Copper Mines Ltd., na stanowisko głównego geologa odkrywkowej kopalni miedzi Munshiwemba. W ramach swoich obowiązków prowadził też sekcję miernictwa górniczego oraz laboratorium kopalniane. Poza tym prowadził prace rozpoznawcze kolejnych okolicznych złóż rud miedzi i nadzorował geologicznie małe kopalnie kaolinu, skaleni i muskowitu.
Po zamknięciu w połowie 1975 kopalni MCM Ltd., przeszedł do firmy Mindeco Ltd. w Lusace, do jej nowo organizowanej jednostki poszukiwawczo-konsultingowej – Mindeco Exploration (Mindex), na stanowisko Zastępcy Głównego Geologa. Firma ta należała do para-rządowej organizacji Zambia Industrial and Mining Corporation Ltd. (ZIMCO Ltd.). W 1977, po zamknięciu Mindeco Ltd., przeszedł do centrali ZIMCO Ltd. wraz z całą komórką, która otrzymała nazwę Mineral Exploration Department (Minex Dept.). W organizacji tej pracował do połowy 1981 na stanowisku Exploration Supervisora, a następnie Głównego Geologa.
W tym czasie inicjował, organizował i nadzorował poszukiwanie i rozpoznawanie złóż rozmaitych surowców mineralnych, przede wszystkim metali: żelaza, manganu, cynku i ołowiu, molibdenu, uranu i złota, ale także węgla kamiennego, apatytów, fluorytów, skaleni, gipsów oraz szmaragdów. Udzielał również konsultacji małym kopalniom m.in. żelaza, manganu, złota, węgla kamiennego i szmaragdów. Brał udział w otwarciu nowych, małych kopalni żelaza, manganu i szmaragdów. Jednym z głównych zadań Minexu było też poszukiwanie zagranicznych inwestorów do zagospodarowania zambijskich surowców mineralnych, przede wszystkim poza prowincją Copperbelt.

## Kierownik Zakładu w PIG 1981-1989
W październiku 1981 powrócił do Instytutu Geologicznego w Warszawie i w połowie listopada tego roku objął kierownictwo Zakładu Geologii Złóż Rud Metali, które sprawował do końca 1989. Pod jego kierownictwem Zakład poszukiwał i dokumentował złoża rud miedzi, cynku i ołowiu, rud magnetytowo-ilmenitowych, ziem rzadkich, uranu i złota w Polsce. Nadzorował też prace dokumentacyjne złoża rud ziem rzadkich Ługijn-Goł w Mongolii i udzielał konsultacji firmom prywatnym i instytucjom państwowym w Chinach, Iraku, Korei Północnej, Mongolii, Niemczech i Wietnamie.
W ramach własnych tematów, w latach 1982-1988 prowadził polsko-bułgarski projekt Analiza porównawcza staropaleozoicznych i permskich kompleksów wulkaniczno-osadowych Górnego i Dolnego Śląska i Bałkańskiej Strefy Fałdowej, a w latach 1988-1990 – Ocena perspektyw rudonośności masywu suwalskiego i jego obrzeżenia. Od 1986 był głównym organizatorem i koordynatorem instytutowych projektów (w sumie siedmiu) finansowanych przez polsko-amerykański II Fundusz Marii Skłodowskiej-Curie. W związku z tym wizytował w 1989 Służbę Geologiczną Stanów Zjednoczonych (USGS). W ramach II Funduszu MS-C prowadził w latach 1992-1996, wraz z partnerem z USGS, w Denver, Colorado, M. A. Chaffee, projekt Poszukiwanie złóż surowców mineralnych na terenach zakrytych, obejmujący w Polsce nowo odkryte i dokumentowane złoże rud miedziowo-molibdenowo-wolframowych w Myszkowie, w województwie śląskim. W ramach tego projektu przebywał kilkakrotnie w Stanach Zjednoczonych na kilkutygodniowych wyprawach badawczych. Uczestniczył również w organizowaniu współpracy Państwowego Instytutu Geologicznego ze służbami geologicznymi Czech, Słowacji, Korei Północnej i Chin.

## Zastępca Dyrektora PIG 1990-2000
Od stycznia 1990 do marca 2000 był Zastępcą Dyrektora Naczelnego Państwowego Instytutu Geologicznego, sprawując od 1995 funkcję Dyrektora ds. Służby Geologicznej. Nadzorował prace zakładów surowcowych, redakcji wydawnictw instytutowych, archiwów geologicznych, a także kilku oddziałów regionalnych Instytutu. Zreorganizował szereg centralnych służb Instytutu, takich jak planowanie, współpraca z zagranicą oraz promocja. Był odpowiedzialny za proces komputeryzacji Instytutu.
Uczestniczył w organizowaniu współpracy Instytutu z europejskimi i amerykańskimi służbami geologicznymi. Brał udział w organizowaniu współpracy Instytutu z Forum Dyrektorów Europejskich Służb Geologicznych (FOREGS), prowadząc m.in. od 1998 stronę internetową tej organizacji. Nawiązał również współpracę Instytutu z EuroGeoSurveys Association, lobbingową instytucją zachodnioeuropejskich służb geologicznych przy Komisji Europejskiej w Brukseli. Członek Society of Economic Geologists (SEG) i Association of Exploration Geochemists (AEG).
Organizował szereg międzynarodowych konferencji i kongresów naukowych w Polsce. W 1995 – Wiceprzewodniczący Komitetu Organizacyjnego XIII International Congress of the Carboniferous and Permian w Krakowie. W 1998 – przewodniczący Komitetu Organizacyjnego dorocznej konferencji dyrektorów europejskich służb geologicznych (FOREGS) w Warszawie. W 2001 – wiceprzewodniczący Komitetu Organizacyjnego 6th Biennial SGA Meeting w Krakowie.
Zorganizował i w latach 1996-2000 prowadził stronę internetową Instytutu http://www.pgi.waw.pl (obecnie: http;//www.pgi.gov.pl). Założyciel i redaktor naczelny wewnętrznego instytutowego biuletynu informacyjnego, miesięcznika Wiadomości (1992-2002) oraz anglojęzycznej serii wydawniczej Polish Geological Institute Special Papers (1999-2006); do lipca 2001 także przewodniczący Kolegium Redakcyjnego Prac Państwowego Instytutu Geologicznego. W latach 2003–2006 – członek Komitetu Redakcyjnego Przeglądu Geologicznego.

## Pełnomocnik Dyrektora PIG ds. UE 2001-2006
Od 2001 do czerwca 2006 Pełnomocnik Dyrektora Państwowego Instytutu Geologicznego ds. Unii Europejskiej. Inicjator powołania Centrum Doskonałości Badań Środowiska Abiotycznego REA w Państwowym Instytucie Geologicznym i jego organizator oraz redaktor naczelny Informatora Centrum (2003-2006). Organizator konsorcjów geośrodowiskowych w regionach (województwach). W latach 2002–2005 Społeczny Doradca ds. Unii Europejskiej Głównego Geologa Kraju w Ministerstwie Środowiska. Od lipca 2007 emerytowany pracownik Państwowego Instytutu Geologicznego. Od 2002 prowadzi małą firmę konsultingową.
Autor i współautor stu kilkudziesięciu publikacji i ponad stu opracowań archiwalnych, polskich i zagranicznych.

## Działacz społeczny i polityczny
W latach 1999–2001 ekspert Podkomisji Sejmowej ds. nowelizacji Prawa geologicznego i górniczego. W różnych okresach członek Komisji Zasobów Kopalin przy Ministrze Ochrony Środowiska. W latach 1992–2004 elektor Państwowego Instytutu Geologicznego przy Forum Jednostek Badawczo-Rozwojowych (JBR), w tym Wiceprzewodniczący (1999-2001) oraz Przewodniczący (2002-2004) Komisji Rewizyjnej Rady Głównej Jednostek Badawczo-Rozwojowych. W latach 1999–2005 ekspert (reviewer, evaluator) Komisji Europejskiej w Brukseli, a od 2005 – INTAS Association.
Do 1981 bezpartyjny. Członek NSZZ „Solidarność” w latach 1981-1992. Członek Komitetu Obywatelskiego w Michałowicach w latach 1990-1992. Członek założyciel ROADu, Unii Demokratycznej, Unii Wolności i Partii Demokratycznej – demokraci.pl. Kandydat na posła województwa warszawskiego z ramienia Unii Demokratycznej w wyborach parlamentarnych w 1993. Członek założyciel i wieloletni wiceprzewodniczący Koła Unii Demokratycznej i Unii Wolności w Pruszkowie. Członek założyciel i przewodniczący Koła Unii Wolności Komorów/Michałowice. Członek Warszawskiej Rady Unii Wolności podczas dwóch kadencji oraz wiceprzewodniczący Komisji Rewizyjnej Mazowieckiej Rady Unii Wolności. Od maja 2006 ponownie bezpartyjny.
W latach 1991–1994 członek Rady Gminy Michałowice w powiecie pruszkowskim i jej wiceprzewodniczący. W latach 1998–2002 członek Rady Powiatu Pruszkowskiego i jej wiceprzewodniczący oraz przewodniczący Klubu Radnych Unii Wolności powiatu pruszkowskiego. Kilkakrotnie członek Rady Osiedla Michałowice.
Żonaty, trójka dorosłych dzieci: Joanna, Adam i Aleksandra.

## Odznaczenia i stopnie górnicze
Odznaczenia:
- Złoty Krzyż Zasługi (1988),
- Złota Odznaka „Zasłużony dla polskiej geologii”,
- Złota Odznaka Państwowego Instytutu Geologicznego,
- Srebrna Odznaka honorowa „Zasłużony dla górnictwa PRL”,
- Złota Odznaka honorowa „Zasłużony dla górnictwa RP” (1999).

Stopnie górnicze:
- Dyrektor Górniczy III stopnia (1987),
- Dyrektor Górniczy I stopnia (1990),
- Generalny Dyrektor Górniczy III stopnia (1994).

## Wybrane publikacje
- Podemski M., 1962, Próba podziału stratygraficznego cechsztynu w rejonie Lubin Legnicki-Sieroszowice. Kwart. Geol., t. 6, nr 4, Warszawa.
- Podemski M., 1964, Proces dedolomitacji serii węglanowej Z1 (cyklotem Werra) w rejonie Lubina Legnickiego. Kwart. Geol., t. 8, nr 2, Warszawa.
- Podemski M., 1965, Rozwój sedymentacji utworów cechsztynu w rejonie Lubin Legnicki-Sieroszowice. Kwart. Geol., t. 9, nr 1, Warszawa.
- Podemski M., Ryszard Wagner geolog, 1966, Podstawy szczegółowego podziału anhydrytów. Przegl. Geol., nr 2, Warszawa.
- Podemski M., 1967, Wpływ tektoniki na sedymentację cechsztyńską w okolicy Nowej Soli. Kwart, Geol., t. 11, nr 2, Warszawa.
- Podemski M., 1967, Charakterystyka soli potasowych z cyklotemu Z2 (Stassfurt) z okolicy Nowej Soli. Kwart. Geol., t. 11, nr 4, Warszawa.
- Podemski M., Wagner R., Pawłowska K., 1968, Permian. In: Znosko J. (ed.), Geological Atlas of Poland, 1 : 2 000 000, Warszawa.
- Podemski M., 1970, Algi cechsztyńskie z okolic Nowej Soli. Kwart. Geol., t. 14, nr 3, Warszawa.
- Podemski M., 1970, Szary spągowiec z okolicy Nowej Soli. Kwart. Geol., t. 14, nr 2, Warszawa.
- Podemski M., 1973, Sedymentacja cechsztyńska w zachodniej części monokliny przedsudeckiej na przykładzie okolic Nowej Soli. Prace IG, t. 71, Warszawa.
- Podemski M., 1974, Nowa interpretacja budowy tektonicznej struktury Rybaki. Kwart. Geol., t. 18, nr 1, Warszawa.
- Podemski M., 1974, Stratygrafia utworów cechsztyńskich zachodniej części niecki północnosudeckiej. Kwart. Geol., t. 18, nr 4, Warszawa.
- Podemski M., 1974, Wyniki dotychczasowych badań soli potasowych w strefie przedsudeckiej. Przegl. Geol., t. 22, nr 1, Warszawa.
- Podemski M., 1975, Sole cechsztyńskie w rejonie struktury Rybaki. Biul. IG, nr  286, Warszawa.
- Podemski M., 1998, Discovery and exploration of the Suwałki Anorthosite Massif; a case history. In: Ryka W., Podemski M. ed., 1998, Geology of the Suwałki Anorthosite Massif (Northeastern Poland), Prace PIG, t. 161: 7-18, Warszawa.
- Podemski M., 2001, History of Investigations. In: Podemski M. ed., 2001, Palaeozoic Porphyry Molybdenum-Tungsten Deposit in the Myszków Area. PGI Special Papers, v. 6, str. 8-10, Warszawa.
- Podemski M., 2003, Perspektywy węgla w poszerzonej Europie: Węgiel jedynym strategicznym surowcem energetycznym Europy. Przegl. Geol., Nr 9, 710-711, Warszawa.
- Podemski M., 2005, Węgiel kamienny – dylematy Unii Europejskiej. Materiały Szkoły Eksploatacji Podziemnej 2005, Szczyrk 21-25 lutego 2005, PAN – AG-H Sympozja i Konferencje nr 64, str. 133-141, Kraków.
- Chaffee M. A., Eppinger R. G., Lasoń K., Ślósarz J., Podemski M., 1994, The Myszków porphyry copper-molybdenum deposit, Poland. International Geological Review, v. 36, 947-960.
- Podemski M., 1993, Państwowe służby geologiczne w krajach zachodnich. Przegl., Geol., nr 1: 34-36, Warszawa.
- Podemski M., 1995, The Polish Geological Survey and Mineral Exploration in Poland: past and present. W: Past and Present in the Geoindustry and Geoadministration of former COMECON Countries. Workshop-Proceedings. 28-29 September 1995, 51-56, Hannover.
- Podemski M., 1996, The Polish Geological Survey in the nineties. Anuarul Institutului Geologic al Romaniei, 1996, Vol.69 Suppl.nr 1, Bukareszt.
- Ber A., Podemski M., 1997, Potrzeba i cele drugiej edycji Mapy geologicznej Polski 1:200 000. Przegl. Geol., nr 2: 167-170, Warszawa.
- Podemski M., 1998, Działalność Państwowego Instytutu Geologicznego jako państwowej służby geologicznej – przedmiot i zakres działania. Przegl. Geol., nr 3: 223-239, Warszawa.
- Podemski M., 2004, The Polish Geological Institute leads Polish geological institutions to European Union. Przegl. Geol., Nr 8/2, 709-711, Warszawa.
- Piwocki M., Podemski M., Przeniosło S., 2004, Udział Państwowego Instytutu Geologicznego w odkryciach złóż surowców mineralnych, Biuletyn PIG, 410, 39-54, Warszawa.
- Podemski M., 2005, The Polish Geological Institute activities in the cross-border geological mapping, Przegl. Geol. Nr 10/2, 894-898, Warszawa.
- Podemski M., 2012, 50-lecie odkrycia złoża węgla brunatnego w Złoczewie, Przegl. Geol., vol. 60,nr 12, s. 643-645, Państwowy Instytut Geologiczny – Państwowy Instytut Badawczy, Warszawa.
- Podemski M., 2014, Wzrost i upadek zainteresowania metanem z serii węglonośnych w Polsce, Przegl. Geol., vol. 62, nr 3, s. 139-142, Państwowy Instytut Geologiczny – Państwowy Instytut Badawczy, Warszawa.